# Loma Alta, Carrillo Puerto
Loma Alta är en ort i Mexiko.   Den ligger i kommunen Carrillo Puerto och delstaten Veracruz, i den sydöstra delen av landet, 280 km öster om huvudstaden Mexico City. Loma Alta ligger 105 meter över havet och antalet invånare är 106.
Terrängen runt Loma Alta är platt. Runt Loma Alta är det ganska tätbefolkat, med 65 invånare per kvadratkilometer. Närmaste större samhälle är Cerro Alto, 3,9 km sydväst om Loma Alta. Omgivningarna runt Loma Alta är en mosaik av jordbruksmark och naturlig växtlighet.